# Michael Kostroff
Michael Kostroff (New York, 22 maggio 1961) è un attore statunitense.

## Filmografia parziale

### Cinema
- Bugiardo bugiardo (Liar Liar), regia di Tom Shadyac (1997)
- Eagle Eye, regia di D. J. Caruso (2008)
- L'incredibile vita di Norman (Norman: The Moderate Rise and Tragic Fall of a New York Fixer), regia di Joseph Cedar (2016)
- Molly's Game, regia di Aaron Sorkin (2017)
- Most Likely to Murder, regia di Dan Gregor (2018)
- Pinball: The Man Who Saved The Game, regia di Austin e Meredith Bragg (2022)
- Ti presento i suoceri (Maybe I Do), regia di Michael Jacobs (2023)

### Televisione
- Mercanti di sogni (The Dream Merchants) – miniserie TV (1980)
- The Geena Davis Show – serie TV, 3 episodi (2000-2001)
- The King of Queens – serie TV, 3 episodi (2001-2003)
- Veronica Mars – serie TV, 3 episodi (2005-2006)
- The Wire – serie TV, 25 episodi (2002-2008)
- Sonny tra le stelle (Sonny with a Chance) – serie TV, 15 episodi (2009-2010)
- Damages – serie TV, 5 episodi (2012)
- The Blacklist – serie TV, 4 episodi (2015)
- Deadbeat – serie TV, 3 episodi (2015)
- The Good Wife – serie TV, 4 episodi (2013-2016)
- Luke Cage – serie TV, 4 episodi (2016)
- The Deuce - La via del porno (The Deuce) – serie TV, 8 episodi (2017-2018)
- Il complotto contro l'America (The Plot Against America) – miniserie TV, 6 episodi (2020)
- Law & Order: Unità Speciale (Law & Order: Special Victims Unit) – serie TV, 8 episodi (2011-2021)
- NCIS - Unità anticrimine (NCIS) – serie TV, episodio 20x07 (2022)

### Videoclip musicali
- La La Land - Demi Lovato (2009)

## Doppiatori italiani
Nelle versioni in italiano delle opere in cui hai recitato, Michael Kostroff è stato doppiato da:
- Franco Mannella in Sonny tra le stelle, Cold Case - Delitti irrisolti, Il complotto contro l'America
- Sergio Lucchetti in Law & Order - Unità vittime speciali (ep. 16x23, 18x19, 20x10, 21x02), Law & Order - I due volti della giustizia, NCIS - Unità anticrimine
- Enzo Avolio in Blue Bloods, Luke Cage
- Enrico Di Troia in The Closer, FBI: International
- Luigi Ferraro in Banshee - La città del male, Billions (ep. 3x04, 4x06)
- Ambrogio Colombo in NCIS: Los Angeles, Animal Kingdom
- Pierluigi Astore in The Wire
- Valerio Sacco in E.R. - Medici in prima linea
- Simone Mori in The Middle
- Paolo Lombardi in Damages
- Raffaele Palmieri in Law & Order - Unità vittime speciali (ep. 13x07)
- Daniele Valenti in Law & Order - Unità vittime speciali (ep. 16x09)
- Fabrizio Picconi in Law & Order - Unità vittime speciali (ep. 22x16)
- Luca Dal Fabbro in The Blacklist
- Pietro Ubaldi in Elementary
- Vladimiro Conti in The Good Wife (st. 5)
- Stefano Oppedisano in The Good Wife (ep. 7x19)
- Emidio La Vella ne L'incredibile vita di Norman
- Marco Mete in Molly's Game
- Roberto Stocchi in Wizard of Lies
- Paolo Marchese in Billions (ep. 5x11)
- Giorgio Locuratolo in 9-1-1: Lone Star
- Toni Mazzara in The Rookie